# Grusnejlika
Grusnejlika (Gypsophila muralis) är en växtart i familjen nejlikväxter. 